# MacOS 시에라
macOS 시에라(macOS Sierra, 버전 10.12)은 애플의 13번째 macOS이자 매킨토시 컴퓨터를 위한 운영체제이다. "시에라"라는 이름은 미국 캘리포니아 네바다주 시에라 네바다 산맥의 이름을 따서 지어졌으며, 아이클라우드, 애플페이, 시리 등의 기능을 지원한다. 맥 OS 시에라 첫 번째 베타 버전은 2016년 6월 13일 애플 세계 개발자 회의에서 공개되었으며, 9월 20일 맥 앱스토어를 통한 무료 업그레이드로 사용자에게 출시되었다. 이후 macOS 하이 시에라가 출시되었다.

## 지원 기기
맥 OS 시에라는 최소 2기가바이트의 RAM과 8기가바이트의 저장 공간을 필요로 하며, 다음 환경에서 실행될 수 있다.
- iMac (Late 2009) 이후
- MacBook (Late 2009) 이후
- MacBook Pro (Mid 2010) 이후
- MacBook Air (Late 2010) 이후
- Mac mini (Mid 2010) 이후
- Mac Pro (Mid 2010) 이후

맥 OS 시에라는 2012년 출시된 OS X 마운틴 라이언이 실행되던 기기들을 포함해 이전 기기들에서는 실행되지 않는다. 개발자들은 시에라를 지원하는 CPU 일부가 있는 컴퓨터로도 시에라를 설치하기 위한 방법을 개발했고, 이를 위해서는 패치를 이용하여 설치 파일을 수정해야 한다.

## 특징

### 시리

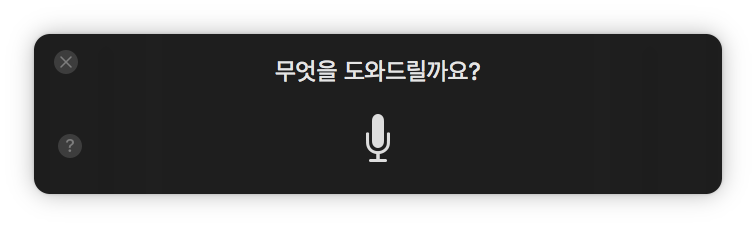
macOS 시에라의 Siri 실행 화면

macOS 시에라서부터 Siri가 전면적으로 도입되었다. 사용자는 시리를 Dock이나 메뉴 바, 혹은 키보드 단축키를 통해 우측 상단 화면에 띄울 수 있다. 시리는 메시지를 보내거나, 웹에서 검색하거나, 파일을 찾거나 설정을 조정할 수 있다. 결과는 대화형이며, 다른 응용프로그램에 드롭되거나 알림 센터에 고정될 수 있다.

## 반응
맥 OS 시에라는 전반적으로 호평을 받았다. 사용자들과 비평가들은 시에라의 시리와 사파리, 애플페이에 대한 지원 등에서 시에라에 호평을 보냈고, 맥월드는 5점 만점에 4.5점을 주었다. 그리고 엔가젯은 자동 잠금 해제를 비판하면서 시리, 클립보드, 애플페이 등의 새로운 기능을 칭찬하며 100점 만점에 87점을 주었고, 대부분의 혹평들은 PDFKit의 급격한 변화에서 나왔다.

## 출시 역사
|  | 미지원 |

| 버전    | 빌드    | 출시일           | 다윈   |
| ------- | ------- | ---------------- | ------ |
| 10.12   | 16A323  | 2016년 9월 20일  | 16.0.0 |
| 10.12.1 | 16B2555 | 2016년 10월 24일 | 16.1.0 |
| 10.12.1 | 16B2657 | 2016년 10월 27일 | 16.1.0 |
| 10.12.2 | 16C67   | 2016년 12월 13일 | 16.3.0 |
| 10.12.2 | 16C68   | 2016년 12월 14일 | 16.3.0 |
| 10.12.3 | 16D32   | 2017년 1월 23일  | 16.4.0 |
| 10.12.4 | 16E195  | 2017년 3월 27일  | 16.5.0 |
| 10.12.5 | 16F73   | 2017년 5월 15일  | 16.6.0 |
| 10.12.5 | 16F2073 | 2017년 6월 5일   | 16.6.0 |
| 10.12.6 | 16G29   | 2017년 7월 19일  | 16.7.0 |
| 10.12.6 | 16G1036 | 2017년 10월 31일 | 16.7.0 |
| 10.12.6 | 16G1114 | 2017년 12월 6일  | 16.7.0 |
| 10.12.6 | 16G1212 | 2018년 1월 23일  | 16.7.0 |
| 10.12.6 | 16G1314 | 2018년 3월 29일  | 16.7.0 |
| 10.12.6 | 16G1408 | 2018년 6월 1일   | 16.7.0 |
| 10.12.6 | 16G1510 | 2018년 7월 9일   | 16.7.0 |
| 10.12.6 | 16G1618 | 2018년 10월 30일 | 16.7.0 |
| 10.12.6 | 16G1710 | 2018년 12월 5일  | 16.7.0 |
| 10.12.6 | 16G1815 | 2019년 1월 22일  | 16.7.0 |
| 10.12.6 | 16G1917 | 2019년 3월 25일  | 16.7.0 |
| 10.12.6 | 16G1918 | 2019년 3월 29일  | 16.7.0 |
| 10.12.6 | 16G2016 | 2019년 5월 14일  | 16.7.0 |
| 10.12.6 | 16G2127 | 2019년 7월 22일  | 16.7.0 |
| 10.12.6 | 16G2128 | 2019년 7월 29일  | 16.7.0 |
| 10.12.6 | 16G2136 | 2019년 9월 26일  | 16.7.0 |